# Руски и съветски паметници в Кюстендилска област
| Снимка | Описание/дати стар стил | Надпис | Местоположение | Местоположение |
| ------ | --- | --- | -------------- | --- |
|        | Паметна плоча в чест на посрещането на руските освободителни войски на 2 януари 1878 г., предвождани от майор Иван Павлович Орлински                                                               | На 2 януари (13.1. нов стил) 1878 г. дупничани тържествено посрещат майор Орлински Иван Павлович, командир на хусарски ескадрон от IV-ти Мариополски полк. | Дупница        | Намира се на стената на ул. Орлинска, № 60 42°16′21.3″ с. ш. 23°07′50.6″ и. д. / 42.272583° с. ш. 23.130722° и. д. |
|        | Паметна плоча на руските войни, загинали в Руско-турската Освободителна война 1877 – 1878 г. | ВЕЧНА СЛАВА И ПРИЗНАТЕЛНОСТ НА РУСКИТЕ ВОЙНИ ПАДНАЛИ ЗА СВОБОДАТА НА БЪЛГАРСКИЯ НАРОД В РУСКО–ТУРСКАТА ВОЙНА 1877 – 1878 година                            | Коняво         | Намира се на централния площад 42°19′26.1″ с. ш. 22°46′56.4″ и. д. / 42.323917° с. ш. 22.782333° и. д. |
|        | Паметник на загинали на 11 февруари 1878 г. двама руски войни от 3-та стрелкова рота на 124-ти Воронежки полк                                                                                      | | Кочериново     | Намира се на ул. „Св. Иван Рилски“, до училищния двор 42°05′13.8″ с. ш. 23°03′37.8″ и. д. / 42.087167° с. ш. 23.0605° и. д. |
|        | Паметник на 2 руски войни (унтер офицер и редови) от 4-ти улански Харковски полк, загинали на 16 януари 1878 г. край Кюстендил и 70 български войни, загинали във войните за национално обединение | ВЪ ПАМЕТЪ НА ПАДНАЛИТЕ ЗА РОДИНАТА РИЛЦИ ПРЕЗЪ ВОЙНИТѢ 1912-1913-1915-1918 ГОДИНА.                                                                         | Кюстендил      | Първоначално руските воини са погребани в църковния двор. През 1937 г. костите им са пренесени в гробището. През 2002 г. самият паметник е преместен в градския център 42°16′49.8″ с. ш. 22°41′15.7″ и. д. / 42.2805° с. ш. 22.687694° и. д. |
|        | Надгробен паметник на загинали (вероятно от получените рани двама) руски войни от 3-та стрелкова рота на 124-ти Воронежки полк                                                                     | На загиналите за Освобождението на България незнайни руски войни от 124ти Воронежки пехотен полк От признателното Рилско гражданство ‡ 2007 г.             | Рила           | Намира се от ляво на входа на гробището при храм „Свети Архангел Михаил“ 42°07′48.2″ с. ш. 23°08′03.3″ и. д. / 42.130056° с. ш. 23.13425° и. д.                                                                                              |